# Enrico Fubini
Enrico Fubini (Torino, 1º novembre 1935) è un musicologo italiano.
Consegue la laurea summa cum laude sotto la guida di Luigi Pareyson presso l'Università di Torino. 
Si occupa di estetica musicale; ha insegnato storia della musica alla facoltà di Magistero dell'Università di Cagliari dal 1968 al 1972 e poi all'Università di Torino. Ha insegnato presso l'Università di Middlebury (Vermont) (USA) e presso l'Università Autonoma di Madrid e di Valencia.
Autore di numerosi testi sulla storia dell'estetica musicale e di saggi a tema musicologico, i suoi scritti sono tradotti in diverse lingue, compresi spagnolo, cinese e turco.

## Riconoscimenti
- 2007: Premio Nazionale Letterario Pisa, per la sua opera di divulgatore e studioso.
- accademico onorario della Reale Accademia di Belle Arti di Granada.

## Opere
- L'estetica musicale dall'antichità al Settecento (Einaudi, 1976),
- L'estetica musicale dal Settecento a oggi (Einaudi, 1964, edizione poi ampliata 1987),
- Gli enciclopedisti e la musica (Einaudi, 1971 e 1991),
- Musica e linguaggio nell'estetica contemporanea (Einaudi, 1973),
- Musica e cultura nel Settecento europeo (EDT, 1987).
- Musica e pubblico dal Rinascimento al Barocco (Einaudi, 1984),
- Storia della musica (in collaborazione con Mario Baroni, Paolo Petazzi, Piero Santi, Gianfranco Vinay, Einaudi, 1988),
- La musica nella tradizione ebraica (Einaudi, 1994)
- Estetica della musica (Il Mulino, 1995)
- La musica: natura e storia (Einaudi, 2004).
- Il pensiero musicale del novecento (ETS, 2007, 2011)
- Musica e canto nella mistica ebraica (Giuntina, 2012)
- Musicisti ebrei nel mondo cristiano (Giuntina, 2016)
- Intorno alla musica (Marsilio, 2018)
- I linguaggi dell'ineffabile. Musica e mistica: tradizioni ebraiche e cristiane a confronto (a quattro mani con Laurence Wuidar) (ETS, 2022)
- Viaggio musicale nell'animo umano (a quattro mani con Laurence Wuidar) (Marsilio, 2024)

In spagnolo:
- El Romanticismo: entre Música y Filosofía
- Música y Estética en la Época Medieval